# 中国驻葡萄牙大使馆
中华人民共和国驻葡萄牙共和国大使馆（葡萄牙語：Embaixada da República Popular da China na República Portuguesa），简称中国驻葡萄牙大使馆，是中华人民共和国驻葡萄牙的外交代表机构。

## 机构设置
中国驻葡萄牙大使馆设置下列机构：
- 政治处
- 经商处
- 文教处
- 武官处
- 领侨处
- 办公室

## 其他
2023年1月，中国驻葡萄牙大使馆被曝安装多台闭路监控设备，結果附近居民提出担心私隐受侵犯。1月19日，中国駐葡萄牙大使馆拆除或重新安置了摄像头。